# Roberts 22
Roberts 22 ist ein pre-planetarischer Nebel, dessen Entdeckung durch Morton S. Roberts 1962 publiziert wurde.